# Cserjés hanga

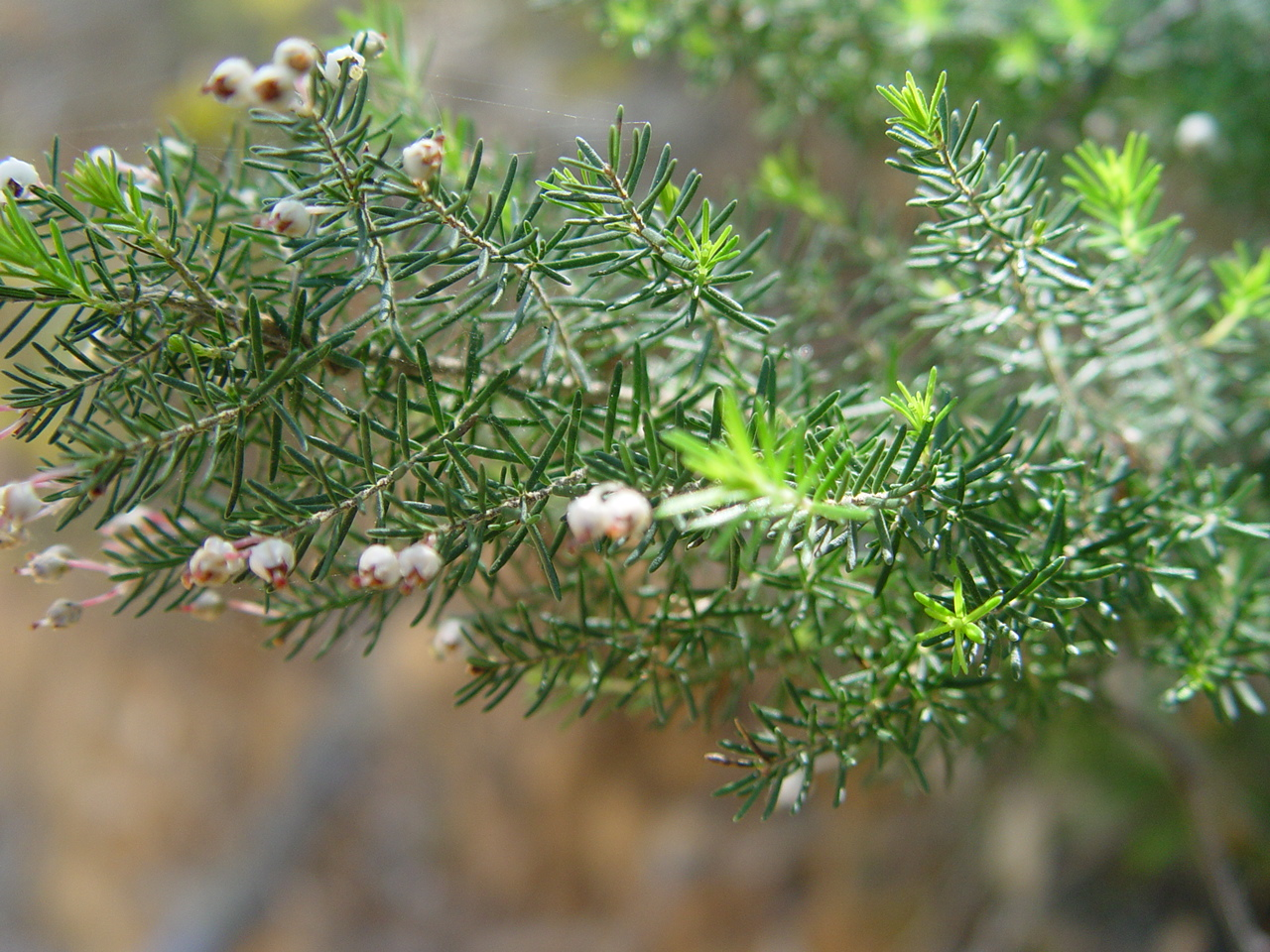
A hanga erikoid levelei

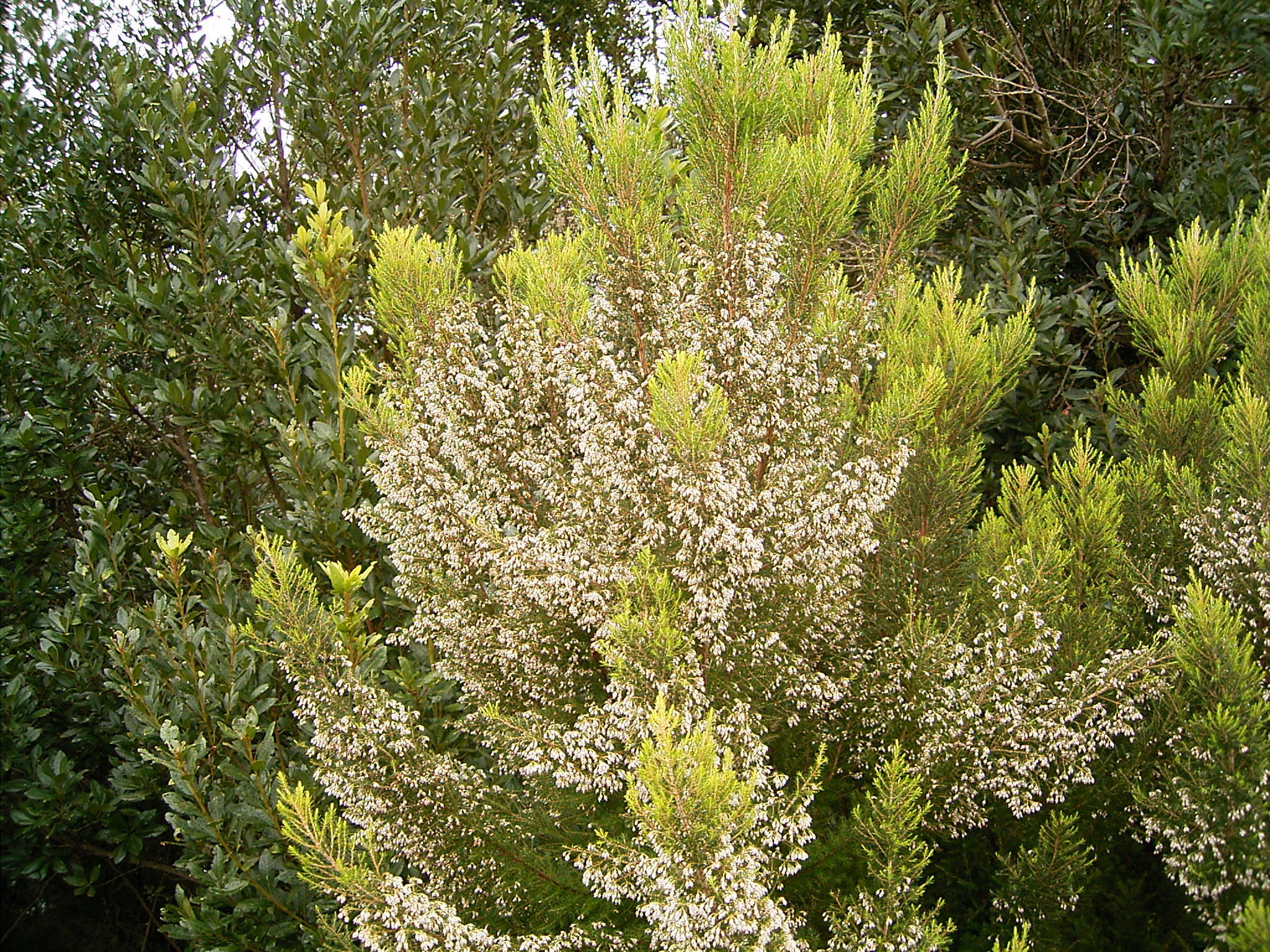
Virágzó hangabokor (La Palma, Barlovento)

A cserjés hanga  vagy fás hanga (Erica arborea) a hangavirágúak (Ericales) rendjébe, ezen belül a hangafélék (Ericaceae) családjába tartozó egyik legismertebb faj.

## Elterjedése, élőhelye
Nyugat-Európa jó részén megtalálni: gyakorlatilag mindenhol, ahol télen sok a csapadék. Leginkább a mediterrán éghajlaton él: a macchia bozót egyik lényeges faja. Megtalálható Portugáliában, a Kanári-szigeteken, Madeirán, valamint elkülönülten Afrika egyes hegységeiben, az etióp magasföldön, a Rwenzori-hegységben és a kameruni hegyekben.

## Megjelenése, felépítése
A hanga örökzöld, fás szárú növény, de csak ritkán cseperedik 3–5 m magas fává: többnyire bokor marad. Örvesen álló levelei kicsik, zöldek, tűlevélszerűek – az ilyen típusú leveleket a hangáról „erikoid” típusúaknak nevezik.
Lombozata gyatra; levelei zöldek. Vékony, csenevésznek tűnő ágai a szelesebb, sovány talajú termőhelyeken össze-vissza tekerednek. Kedvezőbb klímában nagyobb lombot ereszt.
Legjellemzőbb sajátossága a híres „briar” (bruyer), a hanga sajátos gyökérgumója. Távolról sem minden cserje tövén találni ilyeneket – ez a fejlődési rendellenesség rendesen csak a macchiában növő tövek mintegy ötödén, a szár és a gyökér között, épp hogy csak a talajfelszín alatt fejlődik ki, és egyrészt nedvesség tárolására szolgál, másrészt támasztja a növényt, hogy az erős szelek ki ne forgassák a földből. Kedvezőbb termőhelyeken a gumó lényegesen kisebb, puhább, erezete pedig ritkásabb, kevésbé szép. A jó briargumó kialakulásának két feltétele:
- a száraz, köves, silány minőségű termőtalaj,
- a csapadék egyenlőtlen eloszlása (esős tél, száraz nyár).

Fehér, illatos virágai tél végétől késő tavaszig virítanak.

## Életmódja, termesztése
A cserjés hanga a kevés mésztűrő hangaféle egyike. A savanyú, sok szervesanyagot tartalmazó talajokat kedveli, de az ilyen termőhelyekről a gyorsabban és magasabbra növő fajok gyakran kiszorítják. A vegetációs időszakban sok vizet igényel, de miután elvirágzott, már nem kell öntözni. A macchia növényzet egyik karakterfaja.
Ha magról akarjuk szaporítani, a magokat télen tegyük ki a fagyra. A növény maga is fagytűrő, de a jeges szél kárt tehet benne. Vegetatívan dugványról vagy bujtással szaporítható.
Lassan növekszik, de több száz évig elél.

## Felhasználása
Már az ókori görögök, sőt, már az egyiptomiak is igen nagy becsben tartották finom méze miatt – az „erica” szó is a görög ereikéből származik.
Jelenleg főképp pipák alapanyagaként híres. A briar rendkívül kemény és szívós, így egyrészt a belőle faragott pipafej kiválóan tűri a benne izzó parazsat, másrészt a jól megmunkált fa erezete igen sűrű és szép mintájú. A pipának igazán megfelelő gyökerek az 50–70 esztendős növények alól kerülnek ki, de még ezeknél is különb az úgynevezett „Dead Briar” (holt gumó), ami a növény kiszáradása után még 80–100 esztendőt állt a földben. A hagyomány tudni véli, hogy a valaha felhasznált legjobb gyökérgumók mintegy 250 éves fák alól kerültek ki.
A gumókat télen, kézi erővel ássák ki a földből, és ugyancsak manuálisan tisztítják. Régebben – még a 20. század közepén is – a gyökér minőségét a termelők gyakran úgy javították, hogy miután nagyjából megtisztították a frissen kiásott gyökeret, visszatemették azt a földbe, hogy ott álljon, érjen, száradjon még pár évig – manapság az eljárás is, az ilyen, utóérlelt gumó is ritka.
A hanga ilyetén felhasználásának lehetőségét Korzikán fedezték fel, onnan terjedt át Észak-Algériába, majd a Mediterráneum egyéb országaiba.

## Változatai
- Erica arborea var. alpina
- Erica arborea var. rupestris Chabert (1882);
- Erica arborea subsp. riojana (Sennen & Elías) Romo (1981)
- Erica arborea var. grandiflora
- Erica arborea var. perdurantifolia Sennen
- Erica arborea f. albida Chodat (1924)
- Erica arborea f. chlorantha Chodat (1924)
- Erica arborea f. erythrostigma Chodat (1924)
- Erica arborea f. saccata Chodat (1924)

## A mitológiában
A görögöknél a növény Aphrodité Erükina (a rómaiaknál Venus Erycina) méhistennő szent növénye volt (az istennő temploma Szicíliában, az Erüx hegyén állott). A rege szerint itt fogant Aphrodité Erüx nevű fi, akinek apja a méhész Butész volt. (Aphrodité másik fiának, Erósznak is méh volt az attribútuma; nyilát a költők a méh fullánkjához hasonlították.)
Egyiptomban és Föníciában Ízisz és Ozirisz legendájában kapott szerepet. Miután a nyári szárazságot megszemélyesítő Széth megölte fivérét, Oziriszt, a növényzet istenét, a Nílusba lökte annak koporsóját. Az végigúszott a folyón, majd a tenger, a föníciai Bübloszban vetette partra. Ezen a helyen egy hangafa nőtt ki a földből, és magába zárta Ozirisz tetemét – így talált rá gyászoló nővére-felesége, Ízisz.
Robert Graves a gall Uroica istennőjének nevét a kelta „ura” és a görög „ereiké” szavak összetételéből származtatta – mindkettő hangát jelent.